# (1696) Nurmela
(1696) Nurmela est un astéroïde de la ceinture principale.

## Description
(1696) Nurmela est un astéroïde de la ceinture principale. Il fut découvert le 18 mars 1939 à Turku par Yrjö Väisälä. Il présente une orbite caractérisée par un demi-grand axe de 2,26 UA, une excentricité de 0,10 et une inclinaison de 6,0° par rapport à l'écliptique.

## Nom
Cet astéroïde a été nommé en l'honneur de l'académicien finlandais Tauno Nurmela (fi)(1907-1985), professeur de philologie romane et futur chancelier de l'Université de Turku.

## Compléments